# ماتي بريشيل
ماتي بريشيل (بالدنماركية: Matti Breschel)‏ (و. 1984  م) هو راكب دراجة هوائية دنماركي، شارك في طواف إسبانيا، والألعاب الأولمبية الصيفية 2012، وطواف فرنسا، وسباق طواف فرنسا 2010.

## سجل الفوز

### سباقات أو مراحل فاز بها
| التاريخ        | السباق                                                                            | المركز                                         |
| -------------- | --------------------------------------------------------------------------------- | ---------------------------------------------- |
| 01 يناير 2004  | Course en ligne masculine aux championnats du Danemark de cyclisme sur route 2004 |                                                |
| 01 يناير 2004  | رينجيريك جراند بريكس 2004                                                         |                                                |
| 01 يناير 2005  | Course en ligne masculine aux championnats du Danemark de cyclisme sur route 2005 |                                                |
| 04 فبراير 2005 | طواف قطر 2005                                                                     |                                                |
| 18 سبتمبر 2005 | جراند بريكس دي إسبيرجوس 2005                                                      | الرابع في التصنيف العام                        |
| 06 أكتوبر 2005 | باريس بورج 2005                                                                   | الرابع في التصنيف العام                        |
| 01 مارس 2006   | لو سامين 2006                                                                     |                                                |
| 05 مارس 2006   | ثلاثة أيام فلاندرز الغربية 2006                                                   |                                                |
| 01 يناير 2007  | جائزة هيرنينغ الكبرى 2007                                                         |                                                |
| 15 أبريل 2007  | سباق باريس روبيه 2007                                                             | المرتبة 14 في التصنيف العام                    |
| 05 أغسطس 2007  | طواف الدنمارك 2007                                                                |                                                |
| 01 يناير 2008  | Course en ligne masculine aux championnats du Danemark de cyclisme sur route 2008 |                                                |
| 01 يناير 2008  | سباق الطريق في بطولة العالم 2008                                                  |                                                |
| 03 أغسطس 2008  | طواف الدنمارك 2008                                                                |                                                |
| 01 يناير 2009  | Course en ligne masculine aux championnats du Danemark de cyclisme sur route 2009 |                                                |
| 01 يناير 2009  | Tour of Ireland 2009                                                              |                                                |
| 02 أغسطس 2009  | طواف الدنمارك 2009                                                                |                                                |
| 16 أغسطس 2009  | طواف فاتينفول 2009                                                                |                                                |
| 01 يناير 2010  | سباق الطريق في بطولة العالم 2010                                                  |                                                |
| 01 يناير 2010  | غران بيمونتي 2010                                                                 |                                                |
| 24 مارس 2010   | دفارز دور فلاندرز 2010                                                            |                                                |
| 08 أغسطس 2010  | طواف الدنمارك 2010                                                                |                                                |
| 08 يونيو 2014  | طواف لوكسمبورغ 2014                                                               | الأول في التصنيف العام                         |
| 08 أغسطس 2015  | طواف الدنمارك 2015                                                                | الأول في تصنيف النقاط، الثامن في التصنيف العام |

## روابط خارجية
- ماتي بريشيل على موقع الاتحاد الدولي للدراجات (الإنجليزية)
- ماتي بريشيل على موقع أرشيف الدراجات (الإنجليزية)
- ماتي بريشيل على موقع إحصائيات الدراجات الإحترافية (الإنجليزية)
- ماتي بريشيل على موقع نسبة الدراجات (الإنجليزية)
- ماتي بريشيل على موقع CycleBase (الإنجليزية)
- ماتي بريشيل على موقع أوليمبيديا (الإنجليزية)